# Podarke obscura
Podarke obscura är en ringmaskart som beskrevs av Addison Emery Verrill 1873. I den svenska databasen Dyntaxa används istället namnet Ophiodromus obscurus. Enligt Catalogue of Life ingår Podarke obscura i släktet Podarke och familjen Hesionidae, men enligt Dyntaxa är tillhörigheten istället släktet Ophiodromus och familjen Hesionidae. Arten har ej påträffats i Sverige. Inga underarter finns listade i Catalogue of Life.